# Tipula tibonella
Tipula tibonella är en tvåvingeart som beskrevs av Günther Theischinger 1977. Tipula tibonella ingår i släktet Tipula och familjen storharkrankar. Inga underarter finns listade i Catalogue of Life.